# Глава государства
Глава́ госуда́рства — высшее должностное лицо государства, обладающее исключительным правом представлять государство в международных отношениях и внутри него.
По своей форме глава государства или страны может быть индивидуальным (в форме физического лица) или коллективным (в форме органа публичной власти). Форма лица главы государства в той или иной стране (крае, регионе) или государстве является результатом множества различных факторов, включая форму государственного правления, форму государственного устройства, сложившиеся политические традиции, политическую философию правящего класса иные факторы.

## Главы государств (по форме государственного правления)

### Монархия
В монархии главой государства является монарх (Король, Султан, Господарь, Шах, Великий князь, Хан, Князь, Царь, Император, Эмир, Имам, Герцог, Великий герцог, Граф и так далее).

### Республика
В республике главой государства является президент.
В одних странах (например, Россия, Соединённые Штаты Америки) президент является главой исполнительной власти, в других (например, Федеративная Республика Германия) президент обладает некоторыми полномочиями исполнительной власти с церемониальными функциями. Во втором случае конституция не называет президента правителем.

## Коллективный глава государства (по государствам)

### Андорра
Коллективный глава государства — два князя-соправителя, одним из которых традиционно является действующий президент Франции, а вторым — епископ Урхельский, представленные в Андорре своими наместниками («вигье»). Власть князей-соправителей является в основном номинальной.

### Босния и Герцеговина
Коллективный глава государства — Президиум Боснии и Герцеговины.

### Сан-Марино
Главами государства являются два капитана-регента, назначаемые Генеральным советом Сан-Марино.

### Советский Союз
С 1922 по 1989 год роль официального главы государства в Советском Союзе исполнял коллективный орган, что должно было подчёркивать демократизм как основной принцип советской власти. В 1989 году в результате реформы системы государственной власти, главой государства вместо коллективного органа стало высшее должностное лицо советского государства. Впервые термин «глава государства» появился в Конституции СССР в 1990 году.
Коллективный глава СССР:
- Съезд Советов СССР (1922—1936)
- Центральный Исполнительный Комитет СССР (1922—1938) — в период между съездами Советов СССР
- Верховный Совет СССР (1938—1989)
- Президиум Верховного Совета СССР (1938—1989) — в период между сессиями Верховного Совета СССР

Индивидуальный глава СССР:
- Председатель Верховного Совета СССР (1989—1990)
- Президент СССР (1990—1991)

### Швейцария
Коллективным главой государства является Федеральный совет Швейцарии.

### Никарагуа
С 30 января 2025 года, после вступившей в силу Конституционной реформы, главами государства являются два Со-президента.